# Pabu, Côtes-d'Armor
Pabu är en kommun i departementet Côtes-d'Armor i regionen Bretagne i nordvästra Frankrike. Kommunen ligger i kantonen Guingamp som tillhör arrondissementet Guingamp. År 2022 hade Pabu 2 769 invånare.

## Befolkningsutveckling
Antalet invånare i kommunen Pabu
Referens:INSEE

## Galleri

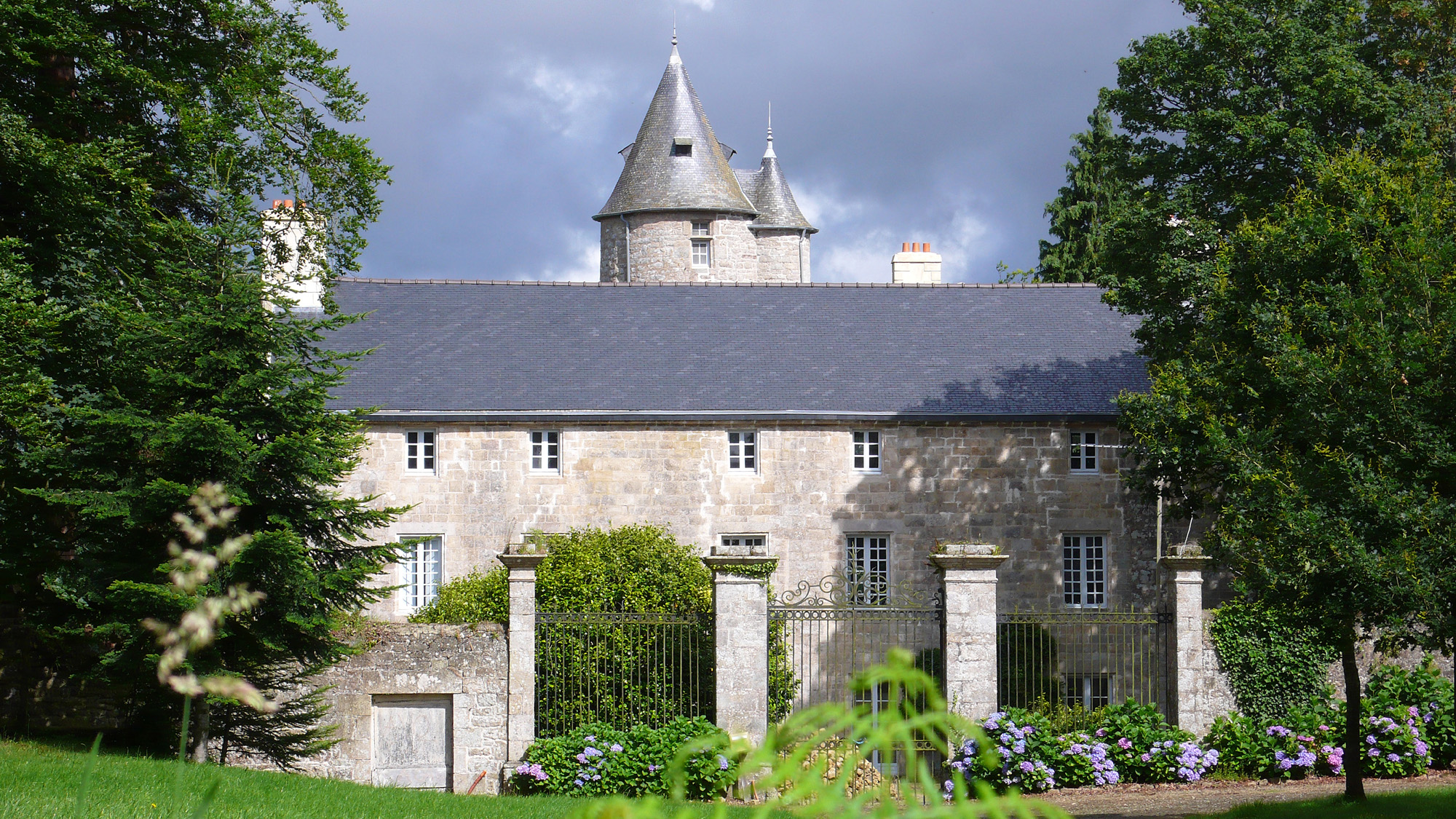
Château de Munehorre
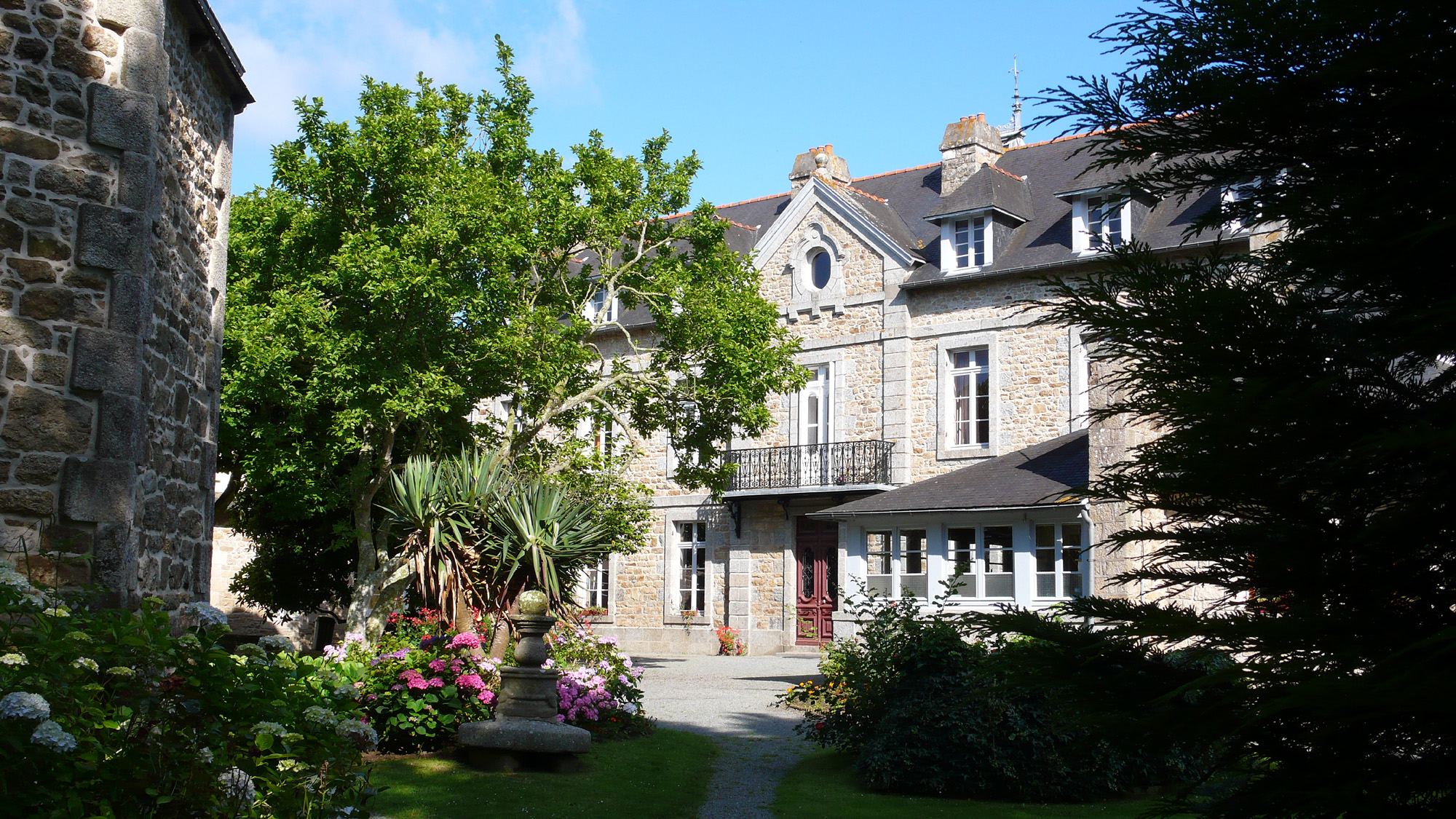
Château de Runevarec
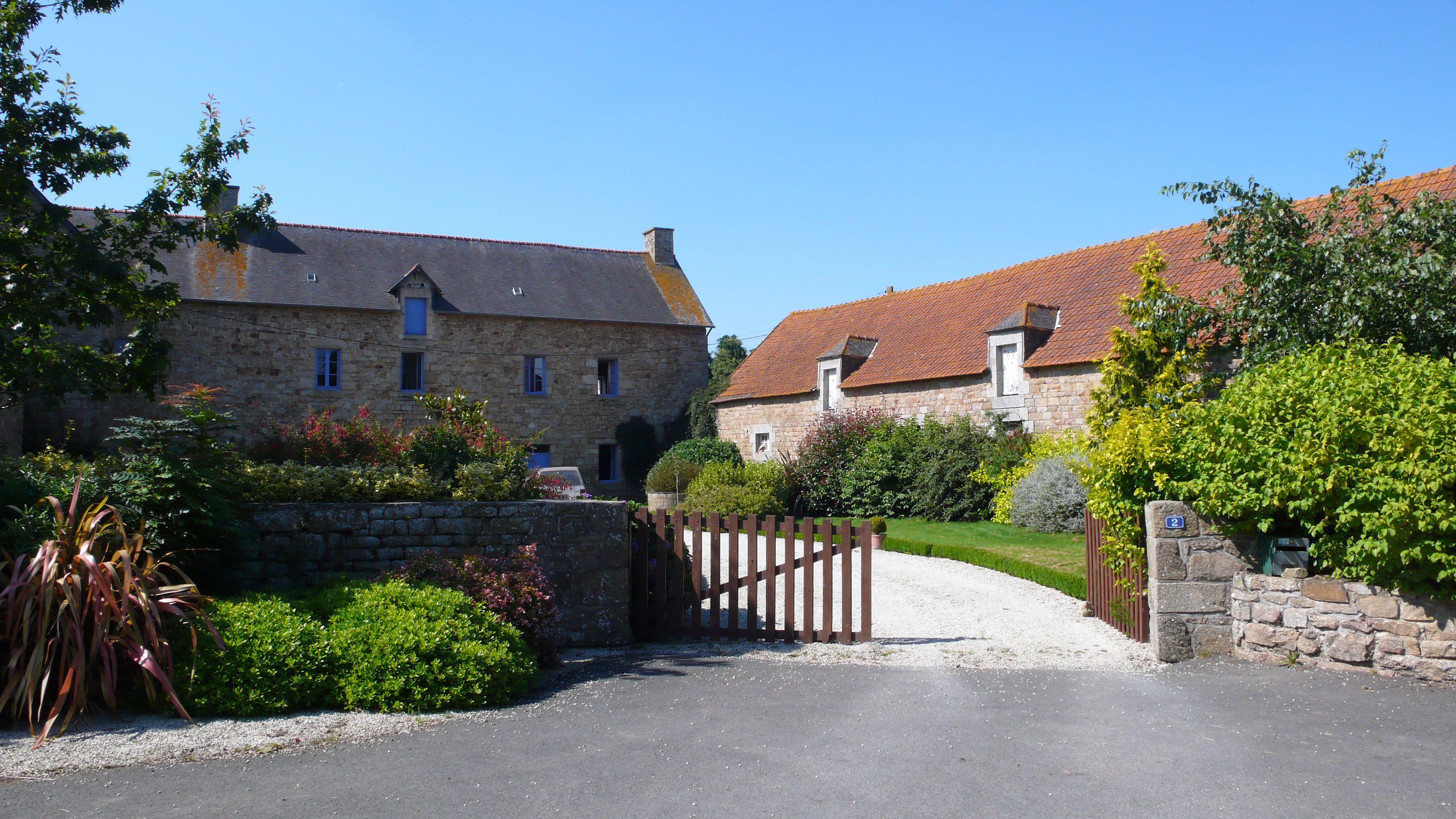
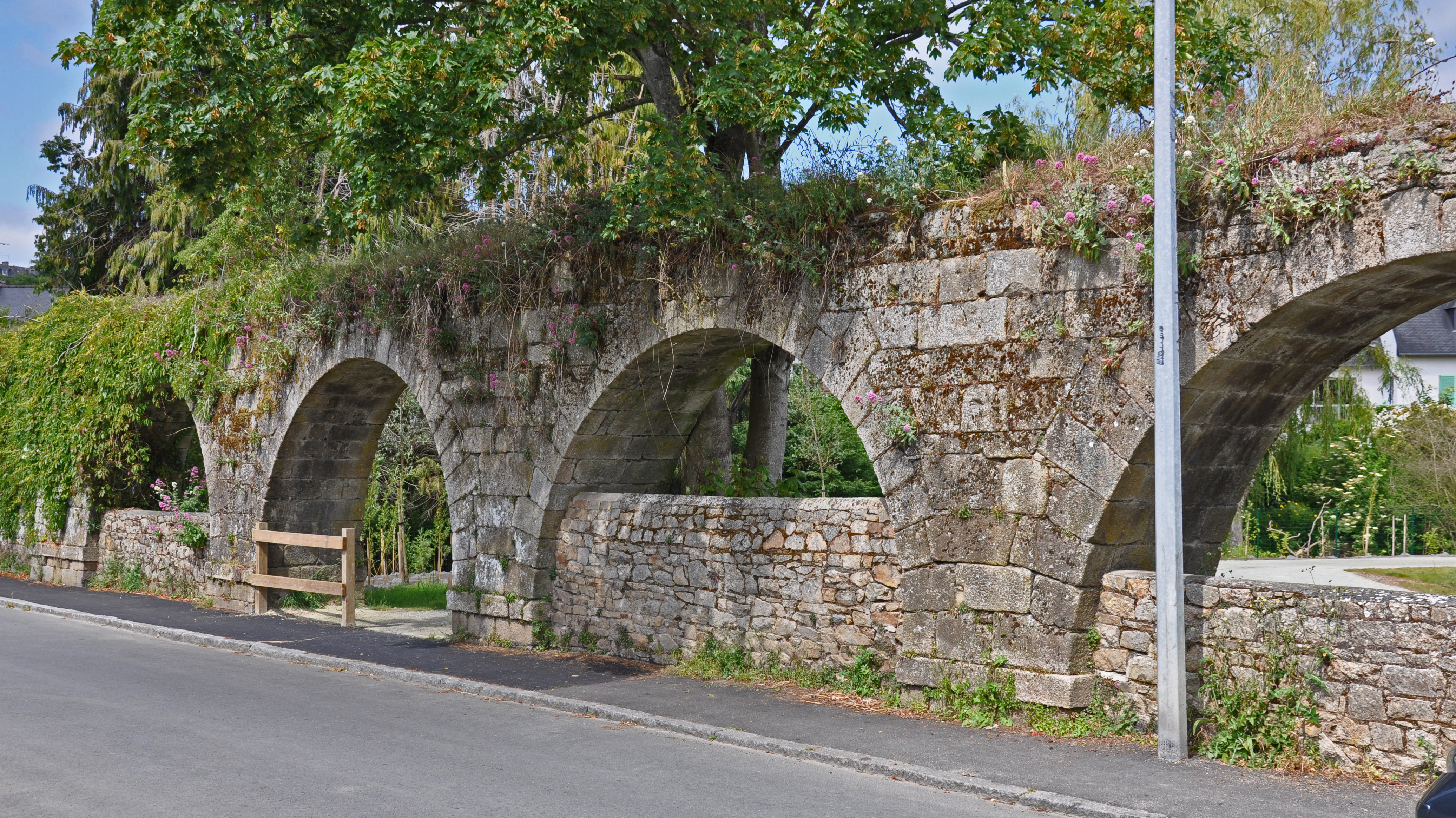
Akvedukt
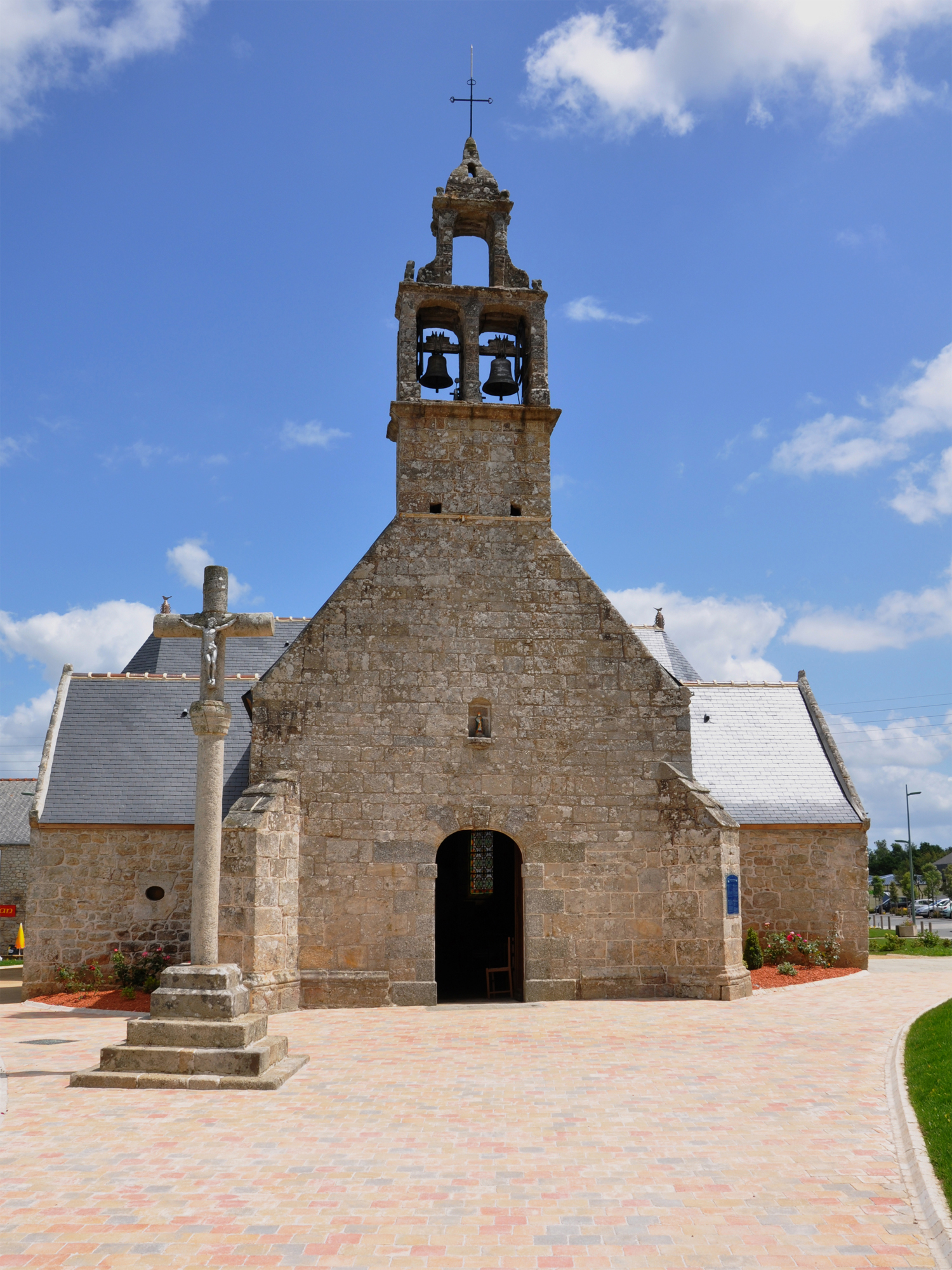
Kyrkan
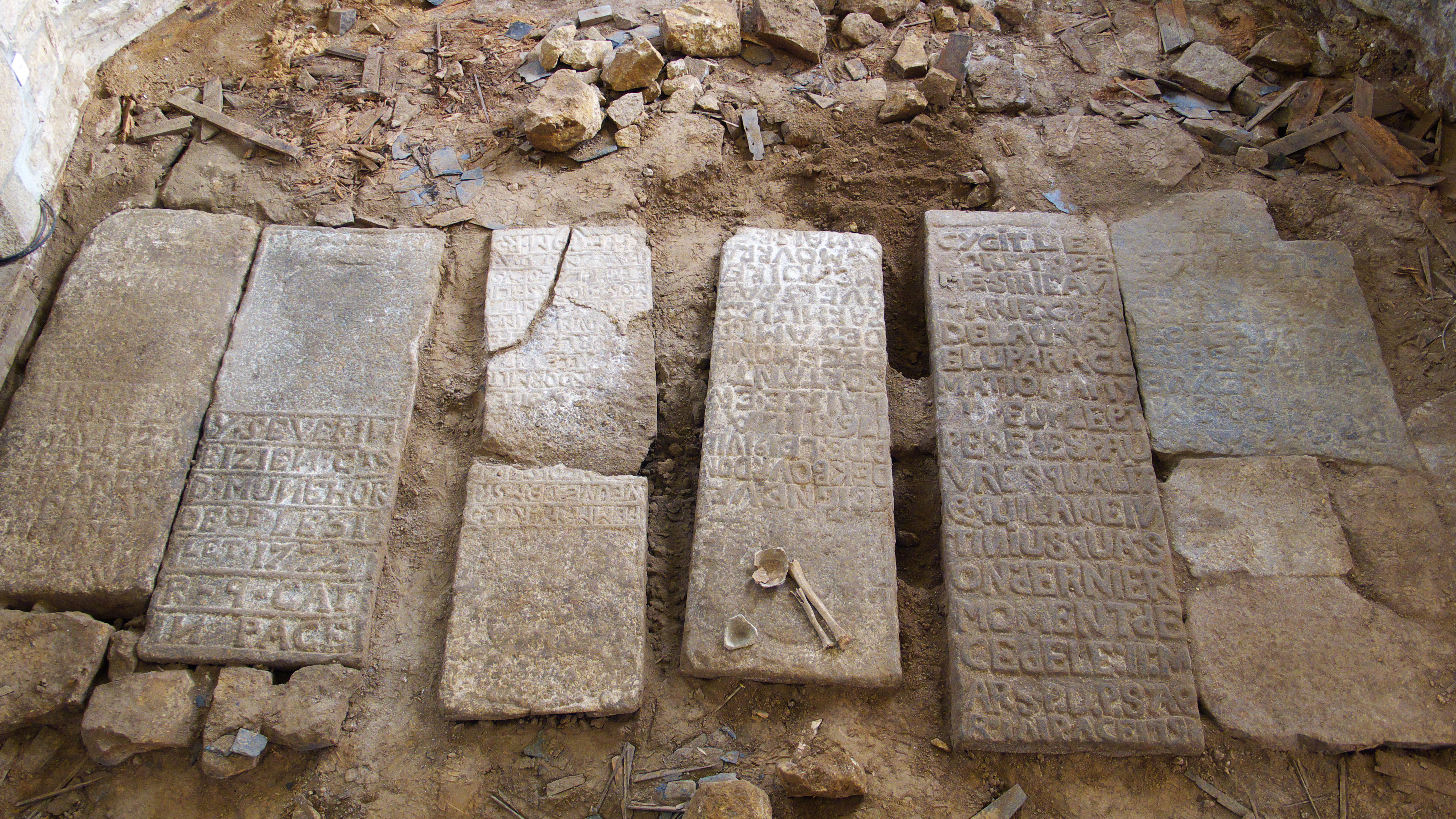
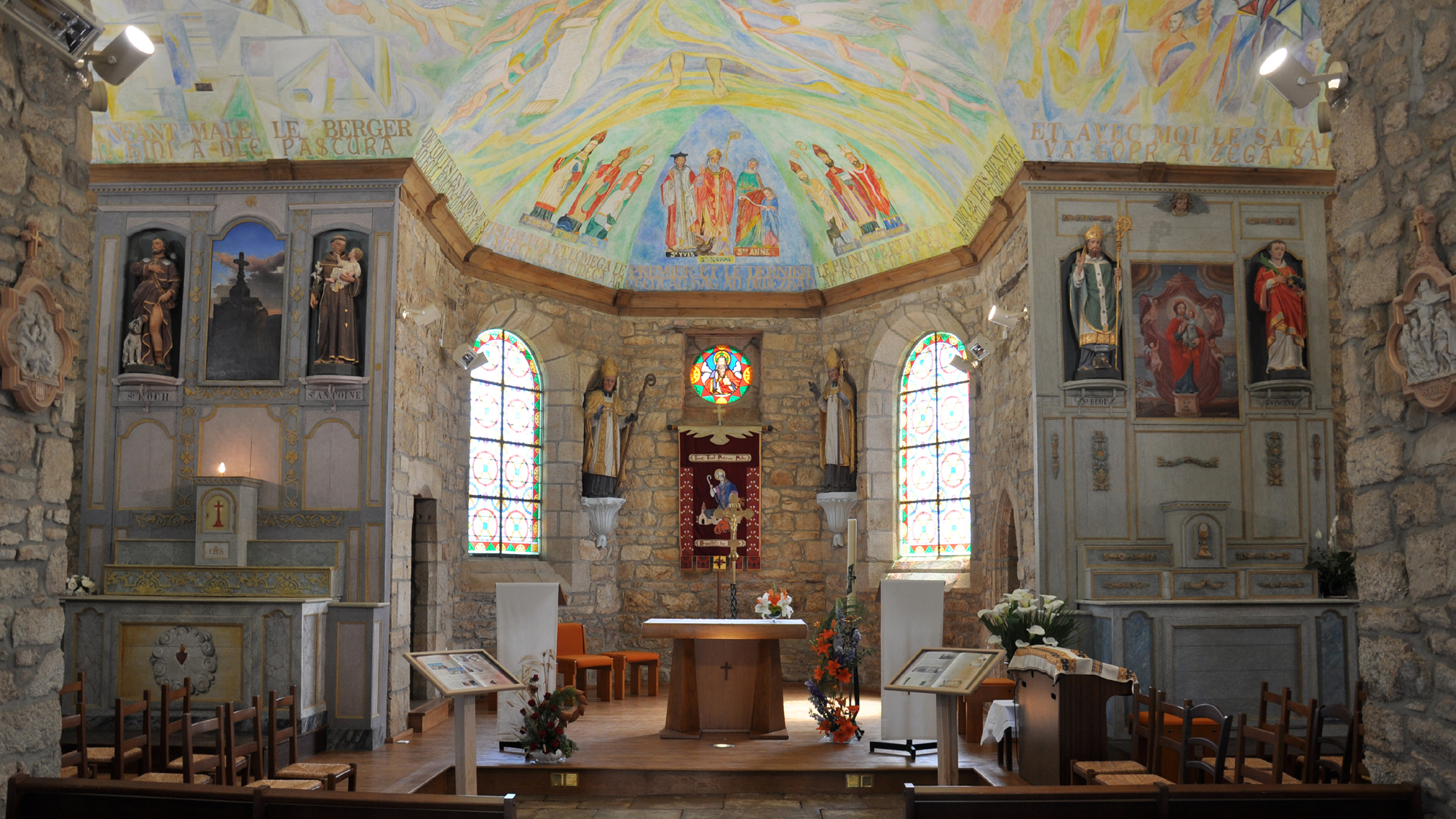
Kyrkans interiör